# Dalhart
Dalhart — метеорит-хондрит масою 4400 грам.